# Azaryna płożąca
Azaryna płożąca (Asarina procumbens) – gatunek roślin z rodziny babkowatych z monotypowego rodzaju azaryna Asarina. Występuje naturalnie na obszarze Europy Zachodniej od środkowej Francji po północno-wschodnią Hiszpanię. Jako gatunek introdukowany obecny jest w Niemczech, Szwajcarii, Austrii i na Węgrzech. 
Roślina uprawiana jest jako ozdobna, zwłaszcza na skalniakach, kamiennych murach i w pojemnikach, które porasta płożącymi i zwisającymi pędami.

## Morfologia

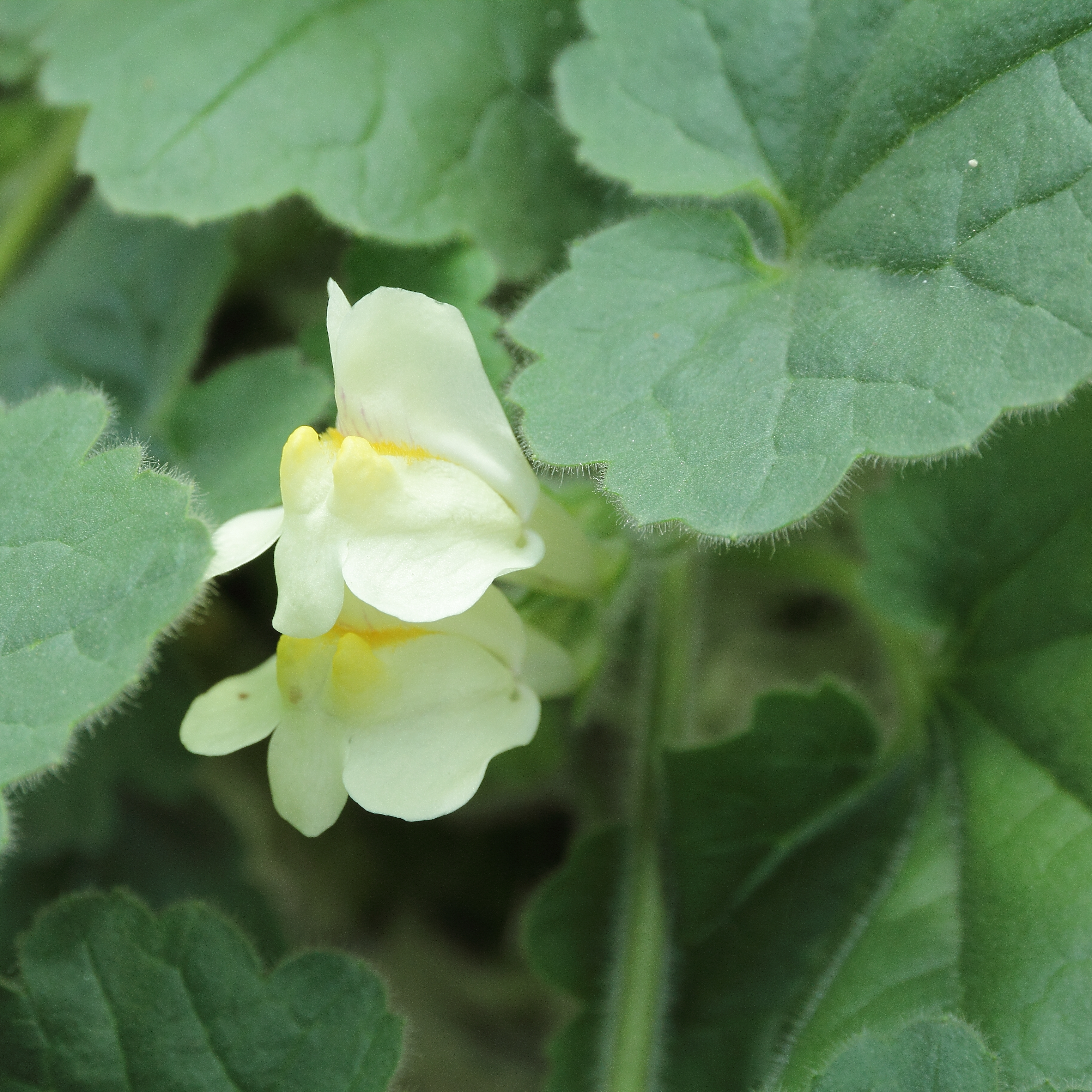
Kwiaty

PokrójBylina o pędach płożących, osiągających do ok. 0,5 m długości, gęsto owłosionych.
LiścieNaprzeciwległe, ogonkowe, pojedyncze, nerkowate, sercowatojajowate do okrągłych, nierówno ząbkowane i karbowane na brzegu, czasem głębiej wcinane, o długości do 5 cm, koloru szarozielonego.
KwiatyWyrastają pojedynczo z kątów liści. Kielich z 5 równymi działkami zrośniętymi u nasady. Korona kwiatu grzbiecista, dwuwargowa. Płatki barwy jasnożółtej, z ciemnożółtą gardzielą i czerwonymi żyłkami. Pręciki cztery, w dwóch parach. Zalążnia górna, jajowata lub kulistawa, z dwóch zrośniętych owocolistków, dwukomorowa, z licznymi zalążkami.
OwoceTorebki z licznymi, drobnymi nasionami.

## Systematyka
Gatunek z monotypowego rodzaju azaryna Asarina Mill. z rodziny babkowatych Plantaginaceae. W niektórych ujęciach dawniej do rodzaju Asarina były włączane także gatunki klasyfikowane w rodzajach: Maurandya i Lophospermum (np. azaryna pnąca Asarina lophospermum (L. H. Bailey) Pennell ≡ Lophospermum scandens D. Don). Asarina procumbens była z kolei też włączana do rodzaju wyżlin jako Antirrhinum asarina.

## Uprawa
Roślina najlepiej rośnie w miejscu słonecznym lub w półcieniu, w przepuszczalnej glebie piaszczystej, zasobnej (próchnicznej) i średnio wilgotnej. Obficiej kwitnie w klimacie o niezbyt gorącym lecie. W łagodnych warunkach klimatycznych jest rośliną zimozieloną. Podczas mroźniejszych zim przemarza, ale w miejscach uprawy utrzymuje się, odnawiając się z nasion.